# LANSA-Flug 501
LANSA-Flug 501 war ein Inlands-Linienflug der peruanischen Fluggesellschaft Líneas Aéreas Nacionales S. A. (LANSA). Am 27. April 1966 kollidierte die auf dem Flug eingesetzte Maschine vom Typ Lockheed Constellation L-749 (Luftfahrzeugkennzeichen OB-R-771) mit einem Berg, wobei alle 49 Insassen ums Leben kamen.

## Hintergrund
Die Lockheed Constellation L-749 war am 27. Mai 1947 gebaut worden und war bei Eastern Air Lines, Great Lakes Airlines, Admiral Airways, California Hawaiian Airlines und Trans California Airlines im Einsatz gewesen, bevor sie zur LANSA kam.
Der Pilot in Command (verantwortlicher Pilot) war vor dem Unglücksflug die fragliche Flugroute bereits 112-mal geflogen.

## Flugverlauf

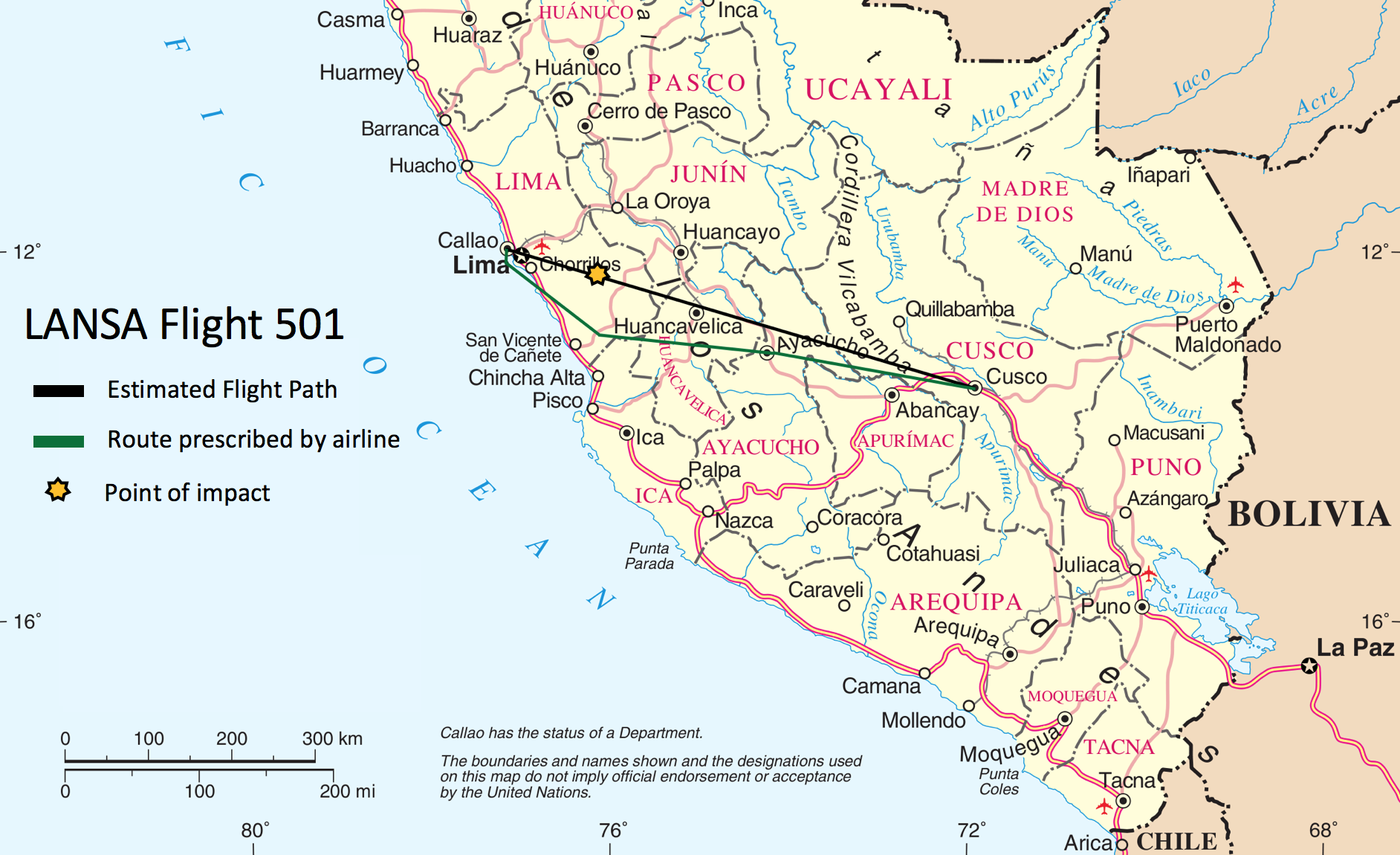
Geplanter und womöglich tatsächlicher Flugverlauf von LANSA Flug 501.

Die Constellation hob am Mittwoch, den 27. April 1966, um 7:40 Uhr von der Start- und Landebahn 15 des Flughafens Lima ab. Nach 25 Minuten schlug sie auf einer Höhe von 3.840 Meter (12.600 Fuß) in den Berg Talaula ein, 54 Kilometer (29 NM) nördlich der geplanten Flugroute und 113 Kilometer (61 NM) östlich des Startflughafens.

## Untersuchung
Die Unfallkommission kam zur Schlussfolgerung, dass der Absturz auf Pilotenversagen zurückzuführen war:
a) Abweichung von der vorbestimmten Flugroute
b) dadurch fehlerhafte Berechnung der Steigflugrate. Mit einem Startgewicht von 41.083 kg (90,572 lbs) war ein Überflug dieses Bergkamms nicht möglich.
c) fehlerhafte Einschätzung der Höhen der zu über- bzw. umfliegenden Berge auf dieser abweichenden Flugroute.
d) Bei 112 Flügen auf dieser Flugroute vermutete die Unfallkommission, dass der Pilot in Command (verantwortlicher Pilot) entweder übermüdet oder unzureichend ausgeruht war, da er eigentlich nicht für diesen Flug eingetragen war. Möglicherweise wurde er von den perfekten Wetterverhältnissen an diesem Morgen getäuscht, sodass er eine andere, direktere Route wählte. 
e) Schlussendlich wurde die Möglichkeit eines technischen Versagens des Flugzeugs nicht vollumfänglich ausgeschlossen, auch wenn dies in Anbetracht der perfekten Wetterbedingungen und der Ausweichrouten, auch um den Berg bzw. den Absturzort, eigentlich auszuschließen war und gegebenenfalls eine solche Flugroute mit diesem Einschlagort- und höhe nicht erklärt.